# B.o.B
Bobby Ray Simmons Jr. (Winston-Salem, 15 de novembre de 1988), més conegut pel seu nom artístic B.o.B, és un raper, cantant, compositor, productor de discos i conspiracionista de Decatur, Geòrgia, E.U.A. B.o.B fou descobert el 2006 per Brian «B-Rich» Richardson. Richardson l'introduí a TJ Chapman, qui, veient el potencial, presentà B.o.B al productor de discos estatunidenc Jim Jonsin. Jonsin incorporà B.o.B a la seva discogràfica Rebel Rock. Dos anys després, s'associaren amb Atlantic Records i Grand Hustle Records, la discogràfica del raper estatunidenc T.I.
El seu primer senzill comercial «Nothin' on You» fou un èxit immediat, arribant a número 1 als Estats Units i al Regne Unit. «Airplanes» i «Magic», el seu tercer i cinquè single respectivament, també arribaren al top 10 del Billboard Hot 100 i diversos altres rànquings internacionals. El seu àlbum debut B.o.B Presents: The Adventures of Bobby Ray, llançat a l'abril 2010, aconseguí la plaça número 1 al Billboard 200 i ha sigut anomenat 2× platí per la Recording Industry Association of America (RIAA). Com a reconeixement dels seus assoliments, l'MTV anomenà B.o.B el seu novè «Hottest MC in the Game of 2010», en un rànquing que el veia acompanyat de llegendes del hip-hop com ara Eminem i Lil Wayne.
El seu segon àlbum d'estudi, Strange Clouds, llançat el maig 2012, fou un altre èxit, malgrat sense arribar a les altures estratosfèriques del seu debut. L'àlbum entrà com a cinquè al Billboard 200, i l'àlbum més dos singles, «Strange Clouds» i «So Good», han rebut la certificació platí de la RIAA. El seu tercer àlbum, Underground Luxury, llançat el desembre 2013, debutà a la plaça 22 del Billboard 200.
El 2015, B.o.B trencà amb Atlantic Records i Rebel Rock, decebut per la manca de promoció dedicada als seus recents projectes Psykadelik Thoughtz i WATER. Des de llavors ha llançat múltiples projectes amb la seva pròpia discogràfica Label No Genre, incloent-hi quatre àlbums d'estudi: Ether, The Upside Down, NAGA i Southmatic.
El 2016, B.o.B feu públic a la xarxa social Twitter la seva creença que la terra era plana, encetant un debat amb l'astrofísic Neil deGrasse Tyson que culminà amb B.o.B llençant la cançó «Flatline» on argumentava a favor de la seva posició i insultava a Tyson.

## Biografia

### 1988-2006: Infantesa i inicis
Bobby Ray Simmons Jr. naixé a Winston-Salem, Carolina del Nord, E.U.A. Començà a tocar la trompeta a l'escola primària, i començà tocant a la banda escolar per la duració de la seva educació. Els seus pares, malgrat no ser músics (el pare era mossèn) fomentaren l'interès del seu fill en música, comprant-li un teclat i altres instruments malgrat les dificultats que li imposava a la família unes despeses tan significatives. Quan Simmons anuncià el sisè grau la seva intenció de dedicar-se a la música, el seu pare ho va acceptar, però només en veure que el seu fill la feia servir com una forma de teràpia i com una sortida creativa. Simmons estudià a la Columbia High School de Decatur, un suburbi d'Atlanta, Geòrgia, fins al novè grau, quan deixà l'escola (un any abans de la finalització de l'ensenyament obligatori) per concentrar-se en la seva carrera musical.
A l'edat de 14 anys, Simmons vengué el seu primer «beat» instrumental gràcies a contactes establerts pel seu mentor i futur co-representant B-Rich. B.o.B aprofità l'experiència: «Vaig gastar-me tots els diners en coses fàcils, com ara una cadena d'or i altres extravagàncies. Aviat vaig tornar a estar en números vermells, però havia après dues coses importants: que els diners s'han d'estalviar i que estava addicte a la música.»
B.o.B continuà actuant als carrers d'Atlanta i a clubs underground fins que el 2006 B-Rich aconseguí que el deixessin entrar a Club Crucial, una discoteca de la qual el raper T.I. era propietari. En l'audiència hi havia TJ Chapman, productor de discos i CEO de TJ's DJ's. Impressionat amb l'actuació del jove raper, Chapman oferí ser el seu co-representant, compartint el càrrec amb B-Rich. Només un mes després, aquesta nova col·laboració resultà en el Jim Jonsin, productor de discos, incorporant B.o.B a la seva Rebel Rock discogràfica, una filial d'Atlantic Records.

## Carrera musical
Va aparèixer a la portada d'XXL revista juntament amb Asher Roth, Charles Hamilton, Kid Cudi, i Wale com "Classe de Hip-Hop dels '09." L'octubre de 2008, B.o.B va aparèixer a la portada de Vibe amb alguns d'aquests joves músics i es va identificar igualment tan prometedors joves. Ha descrit les seves influències com "música dels anys 80, rap, techno, rock, funk, fins i tot doo-wop ... ".
El seu àlbum debut, B.o.B Presents: The Adventures of Bobby Ray, s'esperava originalment per ser llançat el 25 de maig de 2010, però a causa de l'èxit comercial de la seva cançó "Nothin 'on You", va ser empès fins al 27 abril 2010,El seu àlbum debut compta amb tres senzills: "No em deixis caure" (llançat el 6 d'abril de 2010), "Airplanes" (13 d'abril de 2010) i "Aposta I" (abril de 20, 2010). "Airplanes" compta amb la veu d'Hayley Williams de Paramore, i "Aposto a que" compta amb TI i Playboy Tre. L'àlbum va vendre 84.000 còpies en la primera setmana i va debutar de #1 en el Billboard 200. Va fer B.o.B l'artista solista masculí 13 per tenir un àlbum debut al # 1 en la seva primera setmana.

## Terraplanisme
El raper B.o.B és un defensor sobre la teoria i les creences que la terra és plana, argumentant que la terra és un disc i no esfèrica. Fins i tot alguns defensors d'aquesta teoria afirmen que hi ha empleats de la NASA que custodien les fronteres de la terra, perquè la gent no hi caigui.
El 2017 va emprendre accions per recaptar 20.000 dòlars, per aconseguir veure la corba de la terra a través d'un satèl·lit. "Estic començant aquest GoFundMe, perquè m'agradaria enviar un, si no diversos satèl·lits tan lluny com pugui a l'espai o en orbita com pugui, per trobar la corba". Aquestes van ser les paraules en un vídeo que va publicar. Aquesta corba que es refereix ell és un tema recurrent entre els terraplanistes, que segons ells creuen que si la terra fos esfèrica es podria veure més clarament a simple vista la seva curvatura.

## Discografia completa
La discografia de B.o.B consisteix en set àlbums d'estudi, tres àlbums de recopilació, tres extended plays (EPs), 21 mixtapes, 48 senzills (incloent-hi 29 on apareix com a artista col·laborador) i 76 videos musicals.

### Àlbums d'estudi
- B.o.B Presents: The Adventures of Bobby Ray (2010)[1]
- Strange Clouds (2012)[9]
- Underground Luxury (2013)[24]
- Ether (2017)[12]
- The Upside Down (2017)[13]
- NAGA (2018)[14]
- Southmatic (2019)[15]

### Àlbums de recopilació
- Elements (2016)[25]
- Don't Call It a Christmas Album (amb No Genre) (2016)[26]
- We Want Smoke (amb Hustle Gang) (2017)[cal citació]

### Extended plays
- Eastside (2007)[27]
- 12th Dimension (2008)[28]
- iTunes Session (2012)[29]

### Mixtapes
- Cloud 9 (2006)[30]
- The Future (2007)[31]
- Hi! My Name is B.o.B (2008)[32]
- Who the F#*k is B.o.B? (2008)[33]
- B.o.B vs. Bobby Ray (2009)[34]
- May 25th (2010)[35]
- No Genre (2010)[36]
- E.P.I.C. (Every Play Is Crucial) (2011)[37]
- Fuck 'Em We Ball (2012)[38]
- G.D.O.D. (Get Dough Or Die) (amb Hustle Gang) (2013)[39]
- No Genre Pt. 2 (2014)[40]
- G.D.O.D. II (amb Hustle Gang) (2014)[41]
- New Black (2014)[42]
- No Genre: The Label (amb No Genre) (2015)[43]
- Psycadelik Thoughtz (2015)
- NASA (amb London Jae) (2015)[44]
- WATER (2015)[cal citació]
- FIRE (2016)[45]
- Live & Direct (amb Scotty ATL) (2016)[46]
- EARTH (2016)[47]
- AIR (2016)[48]

## Premis i nominacions[calcitació]
- Premis MTV Europe Music Awards.
- Núm. 1 i 2 en el Regne unit i els EUA
- Enregistrament de l'any: “Nothin' On You”
- Millor col·laboració rap amb vocals.
- Millor col·laboració de rap.
- Millor cançó de rap (premi al compositor).
- Millor àlbum de rap: The Adventures Of Bobby Ray — B.o.B